# جوهانس هانسن (لاعب جمباز فني)
جوهانس هانسن (بالدنماركية: Johannes Hansen)‏ هو لاعب جمباز فني دنماركي، ولد في 6 ديسمبر 1882 في الدنمارك في مملكة الدنمارك، وتوفي في 20 أكتوبر 1959 في جينتوفتي ‏ في الدنمارك.

## وصلات خارجية
- جوهانس هانسن على موقع أوليمبيديا (الإنجليزية)